# Temporada 1991-92 de los Detroit Pistons
La temporada 1991-92 fue la cuadragésimo cuarta de los Pistons en la NBA, y la trigésimo quinta en su localización de Detroit, Míchigan. La temporada regular acabaron con 48 victorias y 34 derrotas, ocupando la quinta posición de la Conferencia Este, clasificándose para los playoffs, en los que cayeron en primera ronda ante los New York Knicks.

## Elecciones en elDraft
| Ronda | Puesto | Jugador      | Posición | Nacionalidad   | Universidad |
| ----- | ------ | ------------ | -------- | -------------- | ----------- |
| 2     | 40     | Doug Overton | Base     | Estados Unidos | La Salle    |

## Temporada regular
| División Central      | División Central | División Central | División Central | División Central | División Central | División Central | División Central | División Central |
| Equipo                | G                | P                | %                | PD               | Casa             | Fuera            | Div              |                  |
| --------------------- | ---------------- | ---------------- | ---------------- | ---------------- | ---------------- | ---------------- | ---------------- | ---------------- |
| y-Chicago Bulls       | 67               | 15               | .817             | —                | 36–5             | 31–10            | 22–6             |                  |
| x-Cleveland Cavaliers | 57               | 25               | .695             | 10               | 35–6             | 22–19            | 21–7             |                  |
| x-Detroit Pistons     | 48               | 34               | .585             | 19               | 25–16            | 23–18            | 15–13            |                  |
| x-Indiana Pacers      | 40               | 42               | .488             | 27               | 26–15            | 14–27            | 13–15            |                  |
| Atlanta Hawks         | 38               | 44               | .463             | 29               | 23–18            | 15–26            | 7–21             |                  |
| Milwaukee Bucks       | 31               | 51               | .378             | 36               | 25–16            | 6–35             | 10–18            |                  |
| Charlotte Hornets     | 31               | 51               | .378             | 36               | 22–19            | 9–32             | 10–18            |                  |

## Playoffs

### Primera ronda
New York Knicks  vs. Detroit Pistons
| Fecha       | Partido                                 | Ciudad     |
| ----------- | --------------------------------------- | ---------- |
| 24 de abril | New York Knicks 109, Detroit Pistons 75 | Nueva York |
| 26 de abril | New York Knicks 88, Detroit Pistons 89  | Nueva York |
| 28 de abril | Detroit Pistons 87, New York Knicks 90  | Detroit    |
| 1 de mayo   | Detroit Pistons 86, New York Knicks 82  | Detroit    |
| 3 de mayo   | New York Knicks 94, Detroit Pistons 87  | Nueva York |
|             | New York Knicks gana las series 3-2     |            |

## Estadísticas

### Temporada regular
| Rk | Jugador           | Edad | P  | PT | MP   | TC  | TCI  | %TC  | T3  | T3I | %T3  | TL  | TLI | %TL   | RO  | RD   | RT   | AS  | RB  | TAP | BP  | FP  | PTS  |
| -- | ----------------- | ---- | -- | -- | ---- | --- | ---- | ---- | --- | --- | ---- | --- | --- | ----- | --- | ---- | ---- | --- | --- | --- | --- | --- | ---- |
| 1  | Dennis Rodman     | 30   | 82 | 80 | 40.3 | 4.2 | 7.7  | .539 | 0.4 | 1.2 | .317 | 1.0 | 1.7 | .600  | 6.4 | 12.3 | 18.7 | 2.3 | 0.8 | 0.9 | 1.7 | 3.0 | 9.8  |
| 2  | Joe Dumars        | 28   | 82 | 82 | 38.9 | 7.2 | 16.0 | .448 | 0.6 | 1.5 | .408 | 5.0 | 5.8 | .867  | 1.0 | 1.3  | 2.3  | 4.6 | 0.9 | 0.1 | 2.4 | 1.8 | 19.9 |
| 3  | Isiah Thomas      | 30   | 78 | 78 | 37.4 | 7.2 | 16.2 | .446 | 0.3 | 1.1 | .291 | 3.7 | 4.8 | .772  | 0.9 | 2.3  | 3.2  | 7.2 | 1.5 | 0.2 | 3.2 | 2.5 | 18.5 |
| 4  | Bill Laimbeer     | 34   | 81 | 46 | 27.6 | 4.2 | 9.0  | .470 | 0.4 | 1.0 | .376 | 0.8 | 0.9 | .893  | 1.3 | 4.3  | 5.6  | 2.0 | 0.6 | 0.7 | 1.3 | 2.8 | 9.7  |
| 5  | Orlando Woolridge | 32   | 82 | 61 | 25.8 | 5.5 | 11.1 | .498 | 0.0 | 0.1 | .111 | 2.9 | 4.3 | .683  | 1.3 | 1.8  | 3.2  | 1.1 | 0.5 | 0.4 | 1.6 | 1.9 | 14.0 |
| 6  | John Salley       | 27   | 72 | 38 | 24.6 | 3.5 | 6.8  | .512 | 0.0 | 0.0 | .000 | 2.6 | 3.6 | .715  | 1.5 | 2.6  | 4.1  | 1.6 | 0.7 | 1.5 | 1.4 | 3.1 | 9.5  |
| 7  | Mark Aguirre      | 32   | 75 | 12 | 21.1 | 4.5 | 10.5 | .431 | 0.2 | 0.9 | .211 | 2.1 | 3.1 | .687  | 0.9 | 2.3  | 3.1  | 1.7 | 0.7 | 0.1 | 1.4 | 2.3 | 11.3 |
| 8  | Darrell Walker    | 30   | 74 | 4  | 20.8 | 2.2 | 5.1  | .423 | 0.0 | 0.1 | .000 | 0.9 | 1.4 | .619  | 1.1 | 2.1  | 3.2  | 2.8 | 0.9 | 0.2 | 1.1 | 1.8 | 5.2  |
| 9  | William Bedford   | 28   | 32 | 8  | 11.3 | 1.6 | 3.8  | .413 | 0.0 | 0.0 | .000 | 0.4 | 0.7 | .636  | 0.8 | 1.2  | 2.0  | 0.4 | 0.2 | 0.6 | 0.5 | 1.8 | 3.6  |
| 10 | Gerald Henderson  | 36   | 8  | 0  | 7.8  | 1.0 | 2.6  | .381 | 0.4 | 0.6 | .600 | 0.6 | 0.6 | 1.000 | 0.0 | 0.8  | 0.8  | 0.6 | 0.4 | 0.0 | 0.5 | 1.0 | 3.0  |
| 11 | Brad Sellers      | 29   | 43 | 1  | 5.3  | 1.0 | 2.0  | .466 | 0.0 | 0.0 | .000 | 0.5 | 0.6 | .769  | 0.3 | 0.6  | 1.0  | 0.3 | 0.0 | 0.2 | 0.3 | 0.5 | 2.4  |
| 12 | Bob McCann        | 27   | 26 | 0  | 5.0  | 0.5 | 1.3  | .394 | 0.0 | 0.0 | .000 | 0.2 | 0.5 | .308  | 0.5 | 0.7  | 1.2  | 0.2 | 0.2 | 0.2 | 0.3 | 0.9 | 1.2  |
| 13 | Lance Blanks      | 25   | 43 | 0  | 4.4  | 0.6 | 1.3  | .455 | 0.1 | 0.4 | .375 | 0.2 | 0.3 | .727  | 0.2 | 0.3  | 0.5  | 0.4 | 0.3 | 0.0 | 0.3 | 0.6 | 1.5  |
| 14 | Charles Thomas    | 22   | 36 | 0  | 4.3  | 0.5 | 1.4  | .353 | 0.1 | 0.5 | .118 | 0.3 | 0.4 | .667  | 0.2 | 0.4  | 0.6  | 0.6 | 0.1 | 0.0 | 0.5 | 0.6 | 1.3  |

### Playoffs
| Rk | Jugador           | Edad | P | PT | MP   | TC  | TCI  | %TC  | T3  | T3I | %T3  | TL  | TLI | %TL   | RO  | RD  | RT   | AS  | RB  | TAP | BP  | FP  | PTS  |
| -- | ----------------- | ---- | - | -- | ---- | --- | ---- | ---- | --- | --- | ---- | --- | --- | ----- | --- | --- | ---- | --- | --- | --- | --- | --- | ---- |
| 1  | Joe Dumars        | 28   | 5 | 5  | 44.2 | 6.4 | 13.6 | .471 | 1.0 | 2.0 | .500 | 3.0 | 3.8 | .789  | 1.0 | 0.6 | 1.6  | 3.2 | 1.0 | 0.2 | 1.4 | 2.2 | 16.8 |
| 2  | Isiah Thomas      | 30   | 5 | 5  | 40.0 | 4.4 | 13.0 | .338 | 0.8 | 2.2 | .364 | 4.4 | 5.6 | .786  | 0.6 | 4.6 | 5.2  | 7.4 | 1.0 | 0.0 | 3.2 | 3.6 | 14.0 |
| 3  | Dennis Rodman     | 30   | 5 | 5  | 31.2 | 3.2 | 5.4  | .593 | 0.0 | 0.4 | .000 | 0.8 | 1.6 | .500  | 3.2 | 7.0 | 10.2 | 1.8 | 0.8 | 0.4 | 1.4 | 3.4 | 7.2  |
| 4  | John Salley       | 27   | 5 | 1  | 29.8 | 4.0 | 8.8  | .455 | 0.0 | 0.2 | .000 | 4.6 | 5.6 | .821  | 2.0 | 4.0 | 6.0  | 2.8 | 0.6 | 2.8 | 1.8 | 3.6 | 12.6 |
| 5  | Bill Laimbeer     | 34   | 5 | 4  | 29.0 | 3.4 | 9.2  | .370 | 0.4 | 2.0 | .200 | 1.0 | 1.0 | 1.000 | 1.0 | 5.6 | 6.6  | 1.6 | 0.8 | 0.2 | 1.0 | 3.6 | 8.2  |
| 6  | Orlando Woolridge | 32   | 5 | 5  | 25.6 | 4.6 | 10.4 | .442 | 0.0 | 0.0 |      | 1.8 | 3.2 | .563  | 1.0 | 1.0 | 2.0  | 0.6 | 0.2 | 0.2 | 1.2 | 2.8 | 11.0 |
| 7  | Mark Aguirre      | 32   | 5 | 0  | 22.6 | 3.2 | 9.6  | .333 | 0.2 | 1.0 | .200 | 2.4 | 3.2 | .750  | 0.8 | 1.0 | 1.8  | 2.4 | 0.4 | 0.2 | 2.6 | 1.8 | 9.0  |
| 8  | Darrell Walker    | 30   | 5 | 0  | 13.6 | 0.6 | 1.8  | .333 | 0.0 | 0.0 |      | 0.8 | 0.8 | 1.000 | 1.0 | 1.4 | 2.4  | 0.8 | 0.2 | 0.0 | 1.0 | 1.4 | 2.0  |
| 9  | Bob McCann        | 27   | 1 | 0  | 13.0 | 3.0 | 6.0  | .500 | 0.0 | 0.0 |      | 0.0 | 0.0 |       | 1.0 | 1.0 | 2.0  | 0.0 | 0.0 | 1.0 | 2.0 | 2.0 | 6.0  |
| 10 | Lance Blanks      | 25   | 1 | 0  | 10.0 | 1.0 | 2.0  | .500 | 0.0 | 0.0 |      | 0.0 | 0.0 |       | 0.0 | 1.0 | 1.0  | 3.0 | 3.0 | 0.0 | 1.0 | 2.0 | 2.0  |
| 11 | William Bedford   | 28   | 1 | 0  | 9.0  | 3.0 | 6.0  | .500 | 0.0 | 0.0 |      | 0.0 | 0.0 |       | 0.0 | 2.0 | 2.0  | 0.0 | 1.0 | 0.0 | 0.0 | 1.0 | 6.0  |
| 12 | Brad Sellers      | 29   | 2 | 0  | 6.5  | 1.0 | 2.0  | .500 | 0.0 | 0.0 |      | 1.0 | 1.0 | 1.000 | 0.0 | 0.0 | 0.0  | 1.0 | 0.0 | 1.0 | 0.0 | 0.0 | 3.0  |

## Galardones y récords
| Jugador       | Galardón                                                                  |
| Dennis Rodman | 3.er Mejor quinteto de la NBA Mejor quinteto defensivo de la NBA All-Star |
| Joe Dumars    | Mejor quinteto defensivo de la NBA All-Star                               |